# Fragmentos de una tarde somnolienta
Fragmentos de una tarde somnolienta es el primer EP editado por la banda argentina de post-rock Hacia Dos Veranos, lanzado en el año 2005 en Argentina a través de MuyModerna Records y en Inglaterra, Europa y Singapur en febrero de 2006 por I Wish I Was Unpopular Records. El EP fue lanzado bajo una licencia Creative Commons y hasta julio de 2007 se encontraba disponible para su descarga en la página de la banda. Las tres pistas que forman parte de Fragmentos de una tarde somnolienta posteriormente serían incluidas en su primer álbum de larga duración De los valles y volcanes.

## Lista de canciones
1. Preludio (5:08)
2. Sueño (6:01)
3. Despertar (1:57)

- Todos los temas compuestos por Ignacio Aguiló, Diego Martínez y Sebastián Henderson.

## Intérpretes

### Hacia Dos Veranos
- Ignacio Aguiló: guitarra
- Diego Martínez: bajo
- Julia Bayse: flauta, teclados
- Andrés Edelstein: batería y percusión